# Linia kolejowa 5 Komárom – Székesfehérvár
Linia kolejowa Komárom - Székesfehérvár – linia drugorzędna na Węgrzech. Jest to linia jednotorowa, nie zelektryfikowana. Linia przebiega przez komitat Komárom-Esztergom i Fejér.